# ISO 3166-2:CS
ISO 3166-2:CS era la entrada para Serbia y Montenegro en ISO 3166-2, parte de los códigos de normalización ISO 3166 publicados por la Organización Internacional de Normalización (ISO), que define los códigos para los nombres de las principales subdivisiones (p.ej., provincias o estados) de todos los países codificados en ISO 3166-1.
Serbia y Montenegro tuvieron oficialmente asignado el código CS en la ISO 3166-1 alfa-2 antes de su disolución en 2006, y como consecuencia la entrada fue borrada de la ISO 3166-2. Las dos repúblicas, Montenegro (en serbio: Crna Gora) y Serbia (en serbio: Srbija), se hicieron independientes y ahora tiene oficialmente asignados sus respectivos códigos en la ISO 3166-1 alfa-2: ME y RS.
Antes de 2003, el nombre del país era Yugoslavia, y tuvo oficialmente asignado el código YU en la ISO 3166-1 alfa-2.
Hay que destacar que mientras el código CS valió para representar a Checoslovaquia en la ISO 3166-1 alfa-2 antes de su disolución en 1993, ésta fue anterior a la primera publicación de la ISO 3166–2 en 1998.

## Cambios
Los siguientes cambios de entradas han sido anunciados en los boletines de noticias emitidos por el ISO 3166/MA desde la primera publicación del ISO 3166-2 en 1998, cesando esta actividad informativa en 2013.
| Informe                                                              | Fecha de emisión | Descripción del cambio reportado                                                                                   | Cambio de código o subdivisión                                            |
| -------------------------------------------------------------------- | ---------------- | --- | ------------------------------------------------------------------------- |
| Boletín I-1                                                          | 2000-06-21       | Actualización de la fuente de información                                                                          |                                                                           |
| Boletín I-5 Archivado el 18 de diciembre de 2008 en Wayback Machine. | 2003-09-05       | Cambian el elemento ISO 3166-1 del código nacional y el nombre del país (conforme al Boletín V-8 de la ISO 3166-1) | Códigos:YU- → CS-                                                         |
| Boletín I-8                                                          | 2007-04-17       | Se borra el anterior nombre del país (conforme al Boletín V-12 de la ISO 3166-1)                                   | Subdivisiones borradas:2 repúblicas, 2 provincias autónomas (véase abajo) |

### Códigos borrados en el Boletín I-8
| Código anterior | Nombre de la subdivisión | Categoría de la subdivisión |
| --------------- | ------------------------ | --------------------------- |
| CS-CG           | Crna Gora                | república                   |
| CS-SR           | Srbija                   | república                   |

| Código anterior | Nombre de la subdivisión | Categoría de la subdivisión | República |
| --------------- | ------------------------ | --------------------------- | --------- |
| CS-KM           | Kosovo y Metojia         | provincia autónoma          | SR        |
| CS-VO           | Vojvodina                | provincia autónoma          | SR        |